# Vazelina Bilopphøggers
Vazelina Bilopphøggers är ett norskt rockabilly- och underhållningsband som startade i Gjøvik 1979.

## Medlemmar
Nuvarande medlemmar
- Eldar Vågan – kör, gitarr, dragspel, cello (1980– )
- Arnulf Paulsen – trummor (1980– )
- Jan Einar Johnsen – saxofon, orgel, kör (1980– )
- Kjetil Foseid – sång (2006– )

### Tidigare medlemmar
- Asgeir Hoel – basgitarr (1980)
- Halvard Høynes – kör (1980)
- Torbjørn Nicolaysen – basgitarr (1980–1981)
- Bjørn Berg – sång (1980–1981)
- Espen Røed – basgitarr (1981)
- Bjørn Bogetvedt – kör (1980)
- Rune Endal – basgitarr, ståbas (1981–1991)
- Viggo Sandvik – sång, trumpet, dragspel (1981–2006)

### Turnerande medlemmar
- Tor Welo – orgel, piano, keyboard (1990– )
- Terje Methi – basgitarr (1991– )
- Even Finsrud – percussion (2016– )

### Tidigare turnerande medlemmar
- Lasse Hafreager – piano (1980–1989)
- Tom Berg – saxofon, flöjt, klarinett (1988–2008)

## Galleri

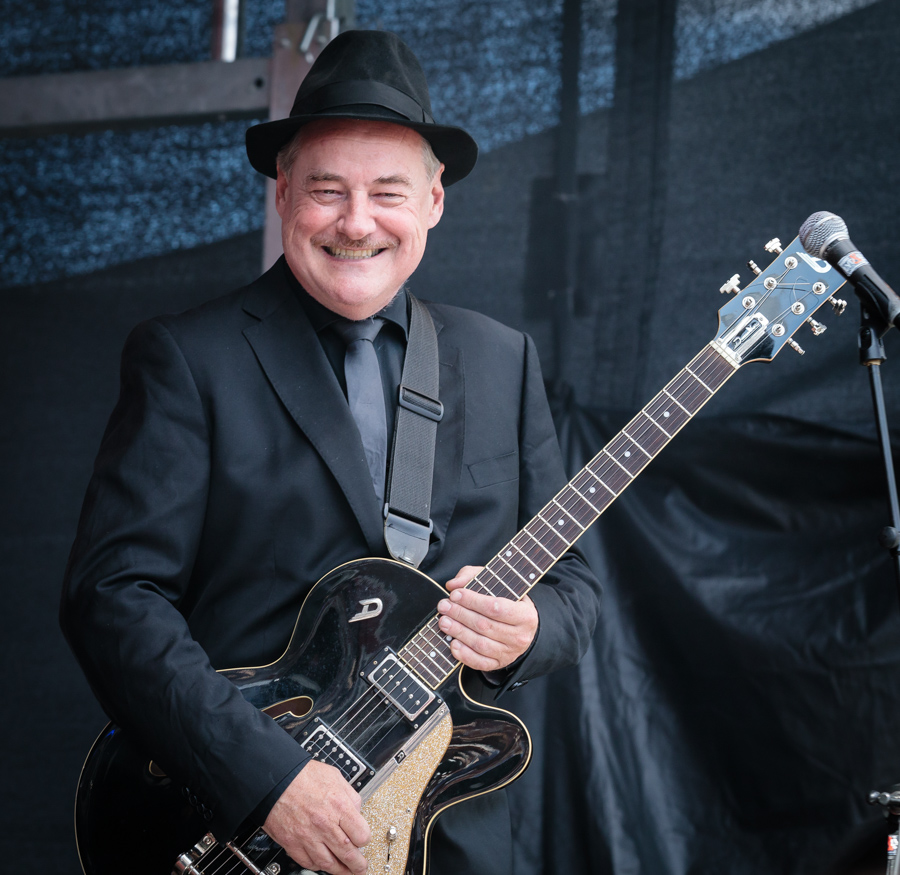
Eldar Vågan
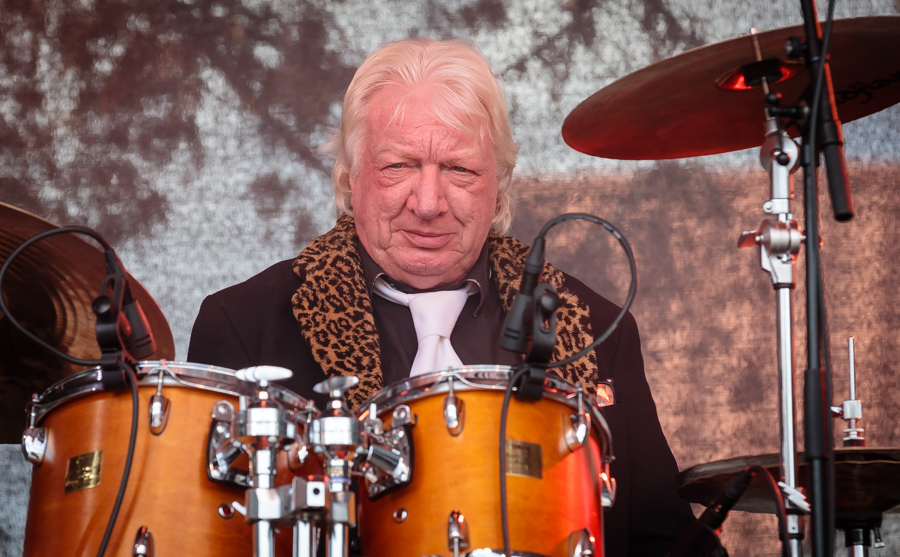
Arnulf Paulsen
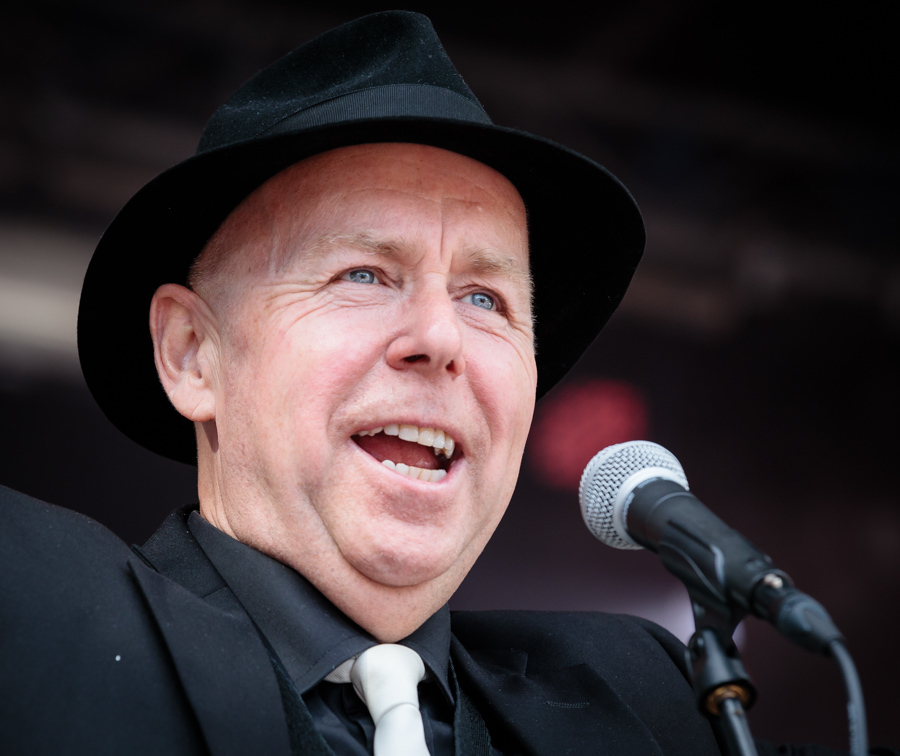
Jan Einar Johnsen
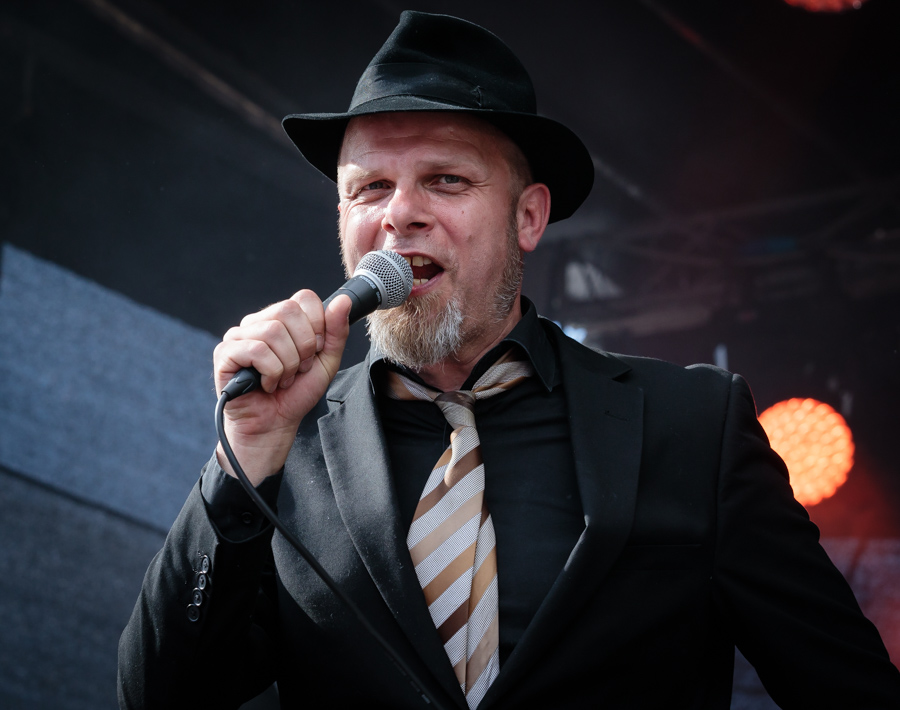
Kjetil Foseid

## Diskografi
Studioalbum
- 1980 – 24 timers service
- 1981 – Slitin i knea
- 1982 – Blå lys
- 1983 – På tur
- 1984 – Fem fyrer med ved
- 1985 – 5-årsjubileum
- 1986 – Musikk tel arbe'
- 1987 – Gå for gull!
- 1989 – Tempo
- 1990 – Full behandling
- 1992 – 11 år uten kvinnfolk
- 1994 – Rock-a-doodle
- 1994 – Gammel Oppland
- 1996 – Hææærli' på toppen ta væla
- 2000 – Hjulkalender
- 2005 – Bedre hell' all medisin!
- 2007 – Bensin På Bålet

Singlar
- 1980 – "Gi meg fri i kveld" / "Bilopphøgger boogie"
- 1981 – "Fin som en præst" / "I Snertingdal`n"
- 1982 – "Blålys" / "En påsa med øl"
- 1982 – "Kysse med meg" / "Limousine"
- 1983 – "Knekkebrød" / "Vanvidd Arvid"
- 1985 – "På Gjøvik" / "Byggevareboogie"
- 1986 – "Ring meg på mobil!"
- 1986 – "Vond rygg, såre knoker" / "Feil side ta Mjøsa"
- 1989 – "Da var det schäferen beit!" / "Tel våren skar je sjøsetta båt"
- 1989 – "Mere pottet" / "Morpottet Boogie"
- 1989 – "Raufoss-Rute-Ruth" / "Men gå forbi"
- 1990 – "Grønne gummistøvler" / "Jorunn rundt på 8 dager"
- 1990 – "Spikre paller"